# Hurikán Patricia
Hurikán Patricia byla nejintenzivnější tropická cyklóna jaká kdy byla na západní polokouli zaznamenána podle baromerického tlaku a obecně nejsilnější ve smyslu zaznamenání maximální rychlosti větru. Vznikla uprostřed října 2015 v blízkosti Mexického zálivu. Poprvé byla klasifikována jako tropická deprese dne 20. října. Její počáteční vývoj byl pomalý pouze s jedním zesílením v den, kdy byla zaznamenána. Později však zeslábla na tropickou bouři a dostala jméno Patricia, čímž se stala 24. pojmenovanou bouří v letošní sezóně hurikánů.